# 博比·莫罗
博比·乔·莫罗（英語：Bobby Joe Morrow，1935年10月15日—2020年5月30日），出生于得克萨斯州，美国男子田径运动员。他在1956年墨尔本夏季奥林匹克运动会中，参加了男子田径比赛并获得3块金牌。

## 外部連結
- 鲍比·莫罗在World Athletics（英语）
- 鲍比·莫罗在USATF Hall of Fame (archived)（英语）
- 鲍比·莫罗在Olympics.com（英语）
- 鲍比·莫罗在Olympedia（英语）
- 鲍比·莫罗在Team USA Hall of Fame（英语）